# Cranford St John
Cranford St John är en by i civil parish Cranford, i distriktet North Northamptonshire, i grevskapet Northamptonshire i England. Byn är belägen 6 km från Kettering. Orten har 502 invånare (2009). Cranford St John var en civil parish fram till 1935 när blev den en del av Cranford. Civil parish hade 239 invånare år 1931.